# Marco Fu
Fu Ka-chun (Chinees: 傅家俊, 8 januari 1978), in het westen beter bekend als Marco Fu, is een snookerspeler uit Hongkong.
Zijn hoogtepunt beleefde Fu toen hij de Snooker Grand Prix won in 2007. Op het UK Snooker Championship van 2008 eindigde hij als tweede. 

Zijn beste prestatie op het World Snooker Championship is de halve finale in 2006. 
Op 27 april 2016 evenaarde hij deze prestatie door in de kwartfinale zijn opponent Barry Hawkins met 13-11 te verslaan. Tijdens dit WK speelde hij de halve finale tegen Mark Selby. Samen braken ze een record van 1977, door de 24ste frame in 1.16.02 te spelen. 

## Belangrijkste resultaten

### Rankingtitels
| #  | Seizoen     | Toernooi                   | Verliezend finalist | Verliezend finalist | Score |
| -- | ----------- | -------------------------- | ------------------- | ------------------- | ----- |
| 1. | 2007 / 2008 | Grand Prix                 | Ronnie O'Sullivan   | Engeland            | 9-6   |
| 2. | 2013 / 2014 | Australian Goldfields Open | Neil Robertson      | Australië           | 9-6   |
| 3. | 2016 / 2017 | Scottish Open              | John Higgins        | Schotland           | 9-4   |

### Minor-rankingtitels
| #  | Seizoen     | Toernooi       | Verliezend finalist | Verliezend finalist | Score |
| -- | ----------- | -------------- | ------------------- | ------------------- | ----- |
| 1. | 2015 / 2016 | Gibraltar Open | Michael White       | Wales               | 4-1   |

### Non-rankingtitels
| #  | Seizoen     | Toernooi            | Verliezend finalist | Verliezend finalist | Score  |
| -- | ----------- | ------------------- | ------------------- | ------------------- | ------ |
| 1. | 2002 / 2003 | Premier League      | n.v.t.              | n.v.t.              | n.v.t. |
| 2. | 2006 / 2007 | Thailand Masters    | Issara Kachaiwong   | Thailand            | 5-3    |
| 3. | 2009 / 2010 | Championship League | Mark Allen          | Noord-Ierland       | 3-2    |
| 4. | 2015 / 2016 | General Cup         | Mark Williams       | Wales               | 7-3    |

### Wereldkampioenschap
Hoofdtoernooi (laatste 32 of beter):
| #   | Seizoen     | Toernooi | Prestatie   | Extra                                 |
| --- | ----------- | -------- | ----------- | ------------------------------------- |
| 1.  | 1998 / 1999 | WK 1999  | Laatste 32  | Verloor met 10-8 van James Wattana    |
| 2.  | 1999 / 2000 | WK 2000  | Laatste 32  | Verloor met 10-4 van Anthony Hamilton |
| 3.  | 2000 / 2001 | WK 2001  | Laatste 32  | Verloor met 10-8 van Chris Small      |
| 4.  | 2002 / 2003 | WK 2003  | Kwartfinale | Verloor met 13-7 van Stephen Lee      |
| 5.  | 2004 / 2005 | WK 2005  | Laatste 32  | Verloor met 10-4 van Ali Carter       |
| 6.  | 2005 / 2006 | WK 2006  | Halvefinale | Verloor met 17-16 van Peter Ebdon     |
| 7.  | 2006 / 2007 | WK 2007  | Laatste 32  | Verloor met 10-3 van Anthony Hamilton |
| 8.  | 2007 / 2008 | WK 2008  | Laatste 32  | Verloor met 10-9 van Ding Junhui      |
| 9.  | 2008 / 2009 | WK 2009  | Laatste 16  | Verloor met 13-3 van Shaun Murphy     |
| 10. | 2009 / 2010 | WK 2010  | Laatste 32  | Verloor met 10-9 van Martin Gould     |
| 11. | 2010 / 2011 | WK 2011  | Laatste 32  | Verloor met 10-8 van Martin Gould     |
| 12. | 2011 / 2012 | WK 2012  | Laatste 32  | Verloor met 10-3 van Matthew Stevens  |
| 13. | 2012 / 2013 | WK 2013  | Laatste 16  | Verloor met 13-7 van Judd Trump       |
| 14. | 2013 / 2014 | WK 2014  | Laatste 16  | Verloor met 13-8 van Shaun Murphy     |
| 15. | 2014 / 2015 | WK 2015  | Laatste 16  | Verloor met 13-8 van Judd Trump       |
| 16. | 2015 / 2016 | WK 2016  | Halvefinale | Verloor met 17-15 van Mark Selby      |
| 17. | 2016 / 2017 | WK 2017  | Kwartfinale | Verloor met 13-3 van Mark Selby       |
| 18. | 2017 / 2018 | WK 2018  | Laatste 32  | Verloor met 10-5 van Lyu Haotian      |